# Лімфоцитоз
Лімфоцитоз — гематологічне поняття, що характеризує збільшення кількості лімфоцитів у крові. У гематології цей стан відносять до лейкемічних змін та III групи лейкемоїдних реакцій — лімфоцитарних. При лейкозах лімфоцитарне збільшення елементів крові призводить до розвитку пухлин та лімфолейкозів, при лейкемоїдних реакціях цього не відбувається. Лімфоцитоз не є самостійним захворюванням, як симптом відбувається при багатьох хворобах.

## Відносний та абсолютний лімфоцитоз
У нормі кількість лімфоцитів складає 20-40 % від усіх лейкоцитів крові. Відносним лімфоцитозом називають такий стан, коли у лейкоцитарній формулі крові кількість лімфоцитів більша за 40 %, тоді як абсолютна кількість за спеціальними підрахунками в нормі — у дорослих до 4 000 в 1 мкл. Якщо окрім процентного відношення збільшується і абсолютна кількість лімфоцитів, то мова йде про абсолютний лімфоцитоз. Звичайно у дітей інші за цифрами показники, що свідчать про лімфоцитоз у них.

## Причини
Абсолютний лімфоцитоз спостерігають при:
- деяких гострих вірусних інфекціях, зокрема, при інфекційному мононуклеозі, цитомегаловірусній інфекції тощо;
- деяких інших гострих інфекціях не вірусного генезу, зокрема, при черевному тифі, паратифах, коклюші, хворобі Шагаса тощо; — при деяких хронічних бактеріальних інфекціях — туберкульозі, бруцельозі тощо;
- хронічному лімфолейкозі, гострому лімфобластному лейкозі;
- деяких лімфомах;
- після спленектомії (видалення селезінки).

Відносний лімфоцитоз спостерігають при:
- усіх інфекціях у дітей до 2-х років від народження;
- при гострих вірусних інфекціях — грипі, деяких ГРВІ з тяжким перебігом, кору, вірусному гепатиті A, B, E;
- хворобах сполучної тканини;
- хворобі Аддісона;
- тиреотоксикозі.